# Oualata
Oualata hoặc Walata (tiếng Ả Rập: ولاته) (còn được gọi là Biru trong biên niên sử thế kỷ 17) là một thị trấn ốc đảo nhỏ ở phía đông nam Mauritanie, cuối phía đông của bồn địa Aoukar. Nó trở thành một thành phố lữ hành quan trọng trong thế kỷ 13 và 14 như là điểm cuối phía nam của một tuyến đường thương mại xuyên Sahara và bây giờ là một phần của Di sản thế giới được UNESCO công nhận.

## Lịch sử
Thị trấn này được cho là lần đầu được định cư bởi những người mục vụ nông nghiệp gần giống với những người Soninke hay Mandé,  sống dọc theo các mỏm đá của vách đá Tichitt-Oualata và Tagant của Mauritania, đối diện với Aoukar. Ở đó, họ đã xây dựng những gì được coi là một trong những khu định cư bằng đá lâu đời nhất trên lục địa châu Phi.
Thị trấn sau đó là một phần của Đế quốc Ghana và trở nên giàu có nhờ buôn bán. Vào đầu thế kỷ thứ 13, Oualata đã thay thế Aoudaghost trở thành điểm cuối phía nam của tuyến đường thương mại xuyên Sahara và phát triển thành một trung tâm thương mại, tôn giáo quan trọng. Đến thế kỷ 14, nó lại là một phần của Đế quốc Mali.
Một tuyến đường xuyên Sahara quan trọng bắt đầu tại Sijilmasa, đi qua Taghaza với các mỏ muối và kết thúc tại Oualata. Nhà thám hiểm người Maroc Ibn Battuta đã thấy các cư dân của Oualata và họ là những người Hồi giáo, chủ yếu là Massufa, một bộ phận của liên minh sắc tộc Sanhaja. Ông chỉ đưa ra một mô tả ngắn gọn về chính thị trấn, Thời gian lưu trú của tôi tại Iwalatan (Oualata) kéo dài khoảng 50 ngày, và tôi đã được người dân ở đó thể hiện sự tôn kính và hoan nghênh. Đó là một nơi quá nóng, và tự hào với một vài cây cọ nhỏ, trong bóng râm họ gieo dưa hấu. Nước của thị trấn chủ yếu là từ tầng nước ngầm và phải có rất nhiều thịt cừu để có được.